# Імперський воєнний музей
Імперський воєнний музей (англ. Imperial War Museum) — лондонський музей. До його колекції входить військова техніка, зброя, речі воєнних років, публічна бібліотека, фотографічний архів та художня колекція, присвячена збройним конфліктам, починаючи з XX століття, особливо тим, у яких брали участь Сполучене Королівство, Британська імперія та Співдружність.

## Історія
У розпал Першої світової війни, навесні 1917 року, британський Уряд воєнного часу ухвалив рішення про заснування Національного воєнного музею та початок збору експонатів для експозиції. Спеціально створений комітет взявся за організацію збору матеріалів, які ілюстрували б участь Великої Британії у війні, а також за такими темами, як армія, флот, виробництво зброї та боєприпасів та жіноча праця в тилу. У грудні 1917 року назву музею було змінено на «Імперський воєнний музей».
Музей відкрив король Великої Британії Георг V 9 червня 1920 року в Кришталевому палаці.
1924 року музей переїхав у будівлю Імперського інституту в Південному Кенсінгтоні (в 1950-х і 1960-х роки будівля була зруйнована для здійснення проходу до Імперського коледжу). Це будівля перебувала в центрі міста поруч з іншими великими музеями, але була надто тісною і не підходила для розміщення колекції.
Урешті 1936 року для музею було виділено будівлю колишньої Королівської лікарні на південь від Темзи. Спершу лікарню планувалося зруйнувати та розбити на її місці парк, але переведення сюди Імперського військового музею врятувало історичну будівлю, а музей отримав відповідні площі для розміщення своєї колекції.
Музей почав збирати матеріали, присвячені Другій світовій війні одразу після її початку 1939 року. 1940 року музей було закрито, а 31 січня 1941 року він зазнав прямого попадання німецької бомби, і частина колекції була сильно ушкоджена. По війні експозицію музею відкривали частинами, починаючи з 1946 року.
На сьогодні музей має велику колекцію військової техніки з часів Першої світової війни і до наших днів. Чимало тематичних експозицій присвячені історії військових конфліктів у різних країнах світу. Музей має на меті не лише показати відвідувачам зброю та військову техніку, а й дати людям інформацію про сучасну війну та її вплив на особистість та суспільство.

## Філії музею
- Імперський воєнний музей Даксфорд (англ. Imperial War Museum Duxford) — найбільший у Великій Британії авіаційний музей. Знаходиться неподалік від Кембриджа.
- Крейсер «Белфаст» (англ. HMS Belfast) — корабель Королівського флоту, який брав участь у Другій світовій війні. Знаходиться постійно на стоянці в центрі Лондона на річці Темзі, біля Тауерського мосту.
- Військові кімнати Черчілля (англ. Churchill War Rooms) — підземний комплекс командного центру Уряду Великої Британії під час Другої світової війни. Знаходяться в центрі Лондона.
- Імперський воєнний музей «Північ» (англ. Imperial War Museum North) — найновіша філія, відкрита 2002 року в Манчестері.

## Додаткові відомості
- Адреса музею: Lambeth Road, London, SE1 6HZ.
- Години роботи: щодня з 10-00 до 18-00 (вхід до 17:45).
- Вхід до музею безкоштовний.